# Polona Dornik
Polona Dornik, slovenska košarkarica, * 20. november 1962, Trbovlje.
Polona Dornik je bila košarkarica ljubljanskih klubov KK Olimpija in ŽKK Ježica.
Kot članica Jugoslovanske ženske košarkarske ekipe  je nastopila na Poletnih olimpijskih igrah 1984 v Los Angelesu ter na Poletnih olimpijskih igrah 1988 v Seulu, kjer je z ekipo Jugoslavije osvojila srebrno medaljo. Osvojila je še dve medalji na evropskih prvenstvih, bronasto medaljo leta 1980( Banja Luka)in srebrno medaljo leta 1987 Cadiz.
Leta 2017 je bila sprejeta v Hram slovenskih športnih junakov. Leta 2025 je na izredni podelitvi prejela Bloudkovo nagrado po novem zakonu za nazaj.